# Mile Rocks Light

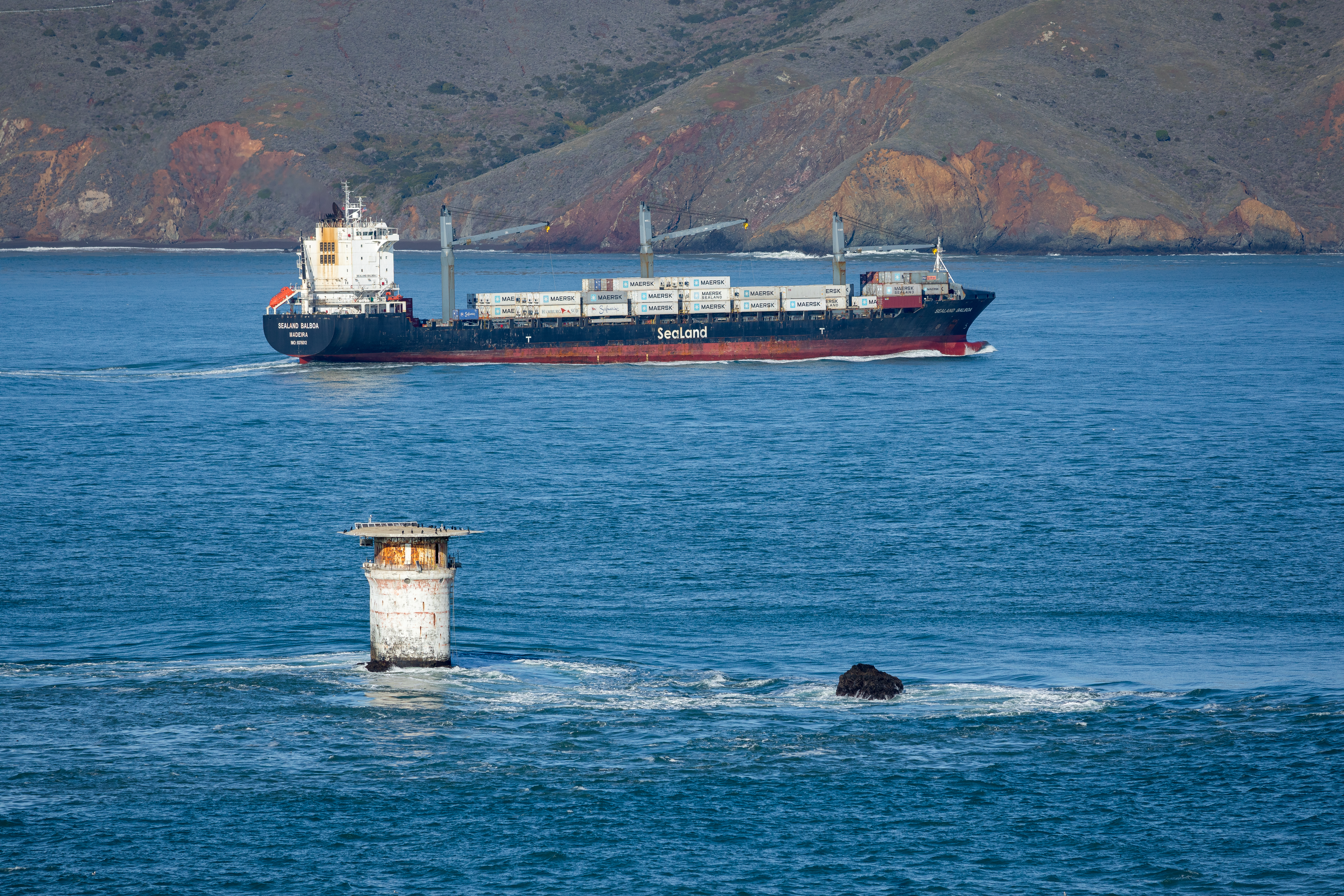
Mile Rocks Light beim Einfahren des Containerschiffs Sealand Balboa in die Bucht von San Francisco im Dezember 2019. Im Vordergrund auf der rechten Seite ist der Felsen Little Mile Rock zu sehen.

Mile Rocks Light ist ein Schifffahrtszeichen und ehemaliger Leuchtturm am Eingang der Bucht von San Francisco. Zwischen 1906 und 1966 markierte der Leuchtturm die beiden Felsen Mile Rock und Little Mile Rock unweit der Landspitze Lands End. Im Zuge seiner Automatisierung wurde der 85 Meter hohe Turm entfernt und durch einen Hubschrauberlandeplatz ersetzt.

## Geschichte

### Untergang derCity of Rio de Janeiro
Anlass zum Bau von Mile Rocks Light war der Untergang des amerikanischen Passagierschiffes City of Rio de Janeiro im Februar 1901, der bis heute als das schwerste Schiffsunglück in der Geschichte der Bucht von San Francisco gilt. Dabei war die von Felsen und Nebel ausgehende Gefahr für die Schifffahrt am südlichen Rand der Golden Gate schon vor diesem Unglück bekannt gewesen. Bereits im November 1889 hatte das U.S. Lighthouse Board eine Glockenboje nahe der beiden als Mile Rocks bezeichneten Felsen installiert, da die Nebelglocke von Fort Point bei ungünstigen Bedingungen nicht bis dorthin zu hören war. Diese Boje erwies sich aber als unzuverlässig, weil sie bei starken Strömungen unter Wasser gezogen wurde. Schon gegen Ende 1890 konstatierten deshalb die beauftragten Ingenieure, die Mile Rocks „würden wohl eine Gefahr für die Schifffahrt darstellen, so lange sie existierten“.

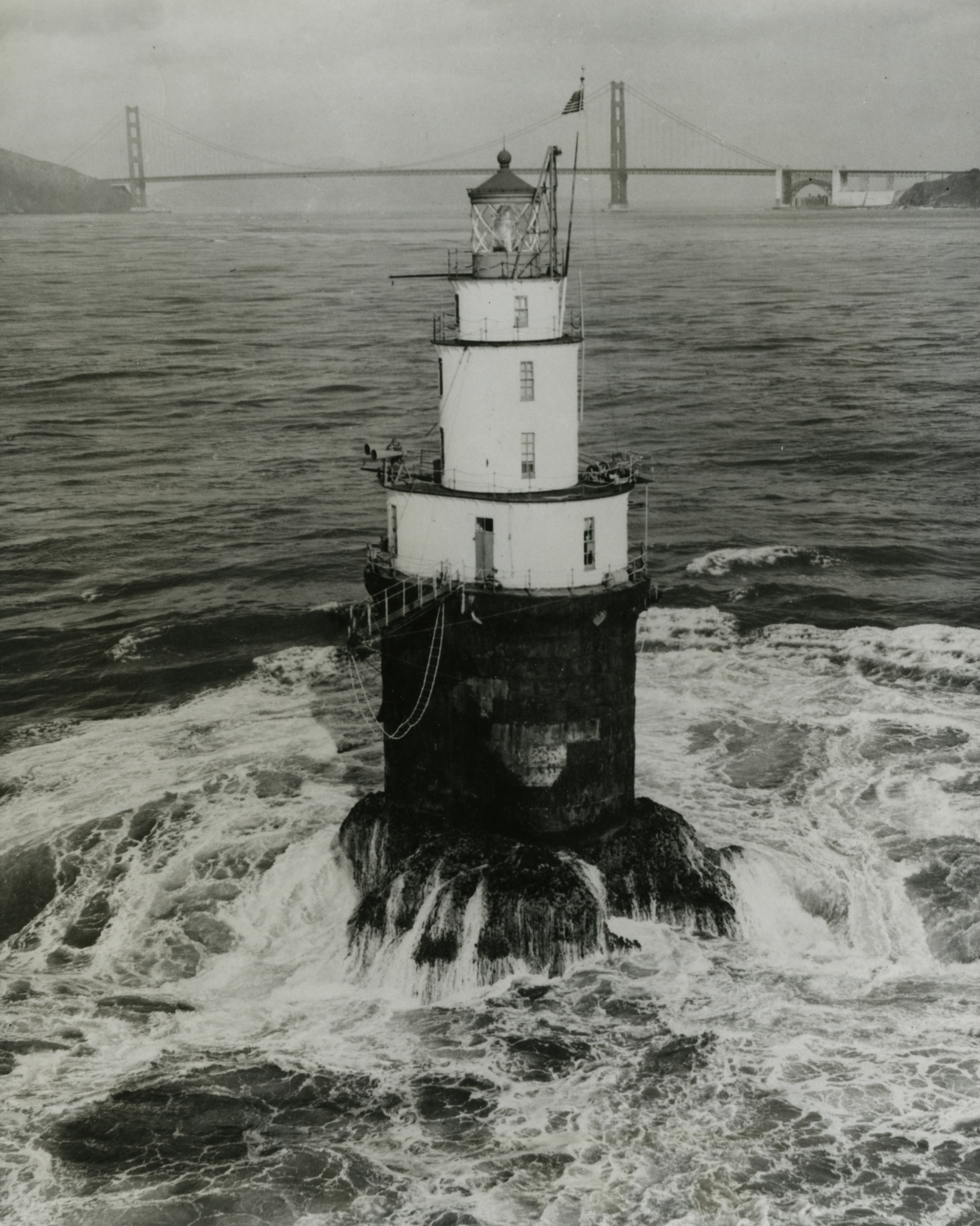
Mile Rocks Light vor der Golden Gate Bridge im Jahr 1962. Aufgrund seiner abgestuften Konstruktion und des weißen Anstrichs wurde der Leuchtturm scherzhaft auch „vierstöckige Hochzeitstorte aus Stahl“ genannt.

### Bau des Leuchtturms
Als dann Anfang 1901 die City of Rio de Janeiro bei Nebel unweit von Fort Point auf ein Riff auflief und im Zuge ihres Untergangs 128 der 220 Menschen an Bord in den Tod riss, setzte sich die Handelskammer von San Francisco mit Nachdruck für eine Lösung des Problems ein. Drei Jahre später stellte der amerikanische Kongress Finanzmittel zum Bau eines Leuchtturms auf Mile Rock, dem größeren der beiden Felsen, zur Verfügung und im September 1904 begannen die Bauarbeiten. Im Juni 1905 war das mehr als 12 Meter hohe Fundament fertiggestellt und im Winter 1906 ging der Leuchtturm in Betrieb.

### Leben und Arbeit der Leuchtturmwärter
Trotz seiner Nähe zu San Francisco gehörte Mile Rocks zu den abgeschiedensten Leuchttürmen entlang der amerikanischen Westküste. Hatten die Leuchtturmwärter bei gutem Wetter ihren Arbeitsplatz von einem Schiff aus über Jakobsleitern erklommen, mussten sie über mehrere Wochen hinweg mit dem beengten Raum und der Isolation zurechtkommen. Einigen von ihnen, wie etwa Lyman A. Woodruff, seines Ranges First Assistant Head Keeper, gelang dies gut. Woodruff arbeitete für die Dauer von 18 Jahren auf Mile Rocks und verbrachte freie Minuten während seiner Nachtschichten mit der Beobachtung des Sternenhimmels durch ein Teleskop. Ansonsten standen den Männern Bücher, Sportgeräte, ein Radio und Musikinstrumente zur Verfügung. Ihre Familien hingegen wohnten aus Platzmangel an Land, einige davon sogar in etlicher Entfernung zu San Francisco. William Miller etwa hatte für seine Familie eine kleine Ranch in der Nähe von Fresno gekauft. Da er nach zwei Wochen Dienst jeweils eine Woche frei hatte, gab ihm seine Anstellung auf Mile Rocks Gelegenheit, sich ein weiteres finanzielles Standbein aufzubauen. Doch nicht alle Leuchtturmwärter kamen so gut wie Woodruff oder Miller mit der Arbeit auf Mile Rocks zurecht. Insbesondere vor dem lauten und monoton wiederkehrenden Klang des Nebelhorns gab es kein Entrinnen. Und bei starken Winden bestand die Gefahr, sein Gleichgewicht zu verlieren und in den kalten Pazifik zu fallen. Einige Wärter nannten Mile Rocks deshalb auch „Devil’s Island“ – „die Teufelsinsel“.

### Automatisierung
Nach sechzigjährigem Betrieb wurde Mile Rocks Light schließlich automatisiert. Trotz öffentlichen Protests wurde der Leuchtturm, der lange als eines der Musterbeispiele amerikanischer Ingenieurskunst an der Westküste galt, abgebaut und durch einen Helikopterlandeplatz ersetzt. Im August 1966 wurde das Schifffahrtszeichen auf automatisierten Betrieb umgestellt. Die Fresnel-Linse 3. Ordnung, die in Mile Rocks Light zum Einsatz kam, ist heute in der Old Point Loma Light Station bei San Diego installiert. Nachdem Seekabel zu Mile Rocks Light immer wieder ausfielen, wird das Schifffahrtszeichen heute durch Solarenergie angetrieben.